# アリドゥ・セイドゥ
アリドゥ・セイドゥ（英語: Alidu Seidu、2000年6月4日 - ）は、ガーナ・アクラ出身のサッカー選手。リーグ・アン・レンヌ所属。ガーナ代表。ポジションはDF。

## 経歴

### クラブ
2019年6月1日、JMGアカデミーからリーグ・ドゥのクレルモンに加入した。2020年9月19日のリーグ・ドゥで選手初出場を記録した。
2024年1月29日、レンヌと4年半契約を結んだ。

### 代表
2022年6月10日に行われたキリンチャレンジカップ2022・日本代表戦で代表初出場を記録した。

## 代表歴

### 出場大会
- ガーナ代表
  - 2022 FIFAワールドカップ

### 試合数
- 国際Aマッチ 10試合 0得点（2022年-）[6]

| ガーナ代表 | 国際Aマッチ | 国際Aマッチ |
| 年         | 出場        | 得点        |
| ---------- | ----------- | ----------- |
| 2022       | 6           | 0           |
| 2023       | 4           | 0           |
| 2024       |             |             |
| 通算       | 10          | 0           |